# Wahbi Al-Hariri
Pour les articles homonymes, voir Hariri.
(Mohamed) Al-Hariri Wahbi-Rifai (1914, Alep - 14 août 1994, Alep) est un artiste, architecte et écrivain syro-américain.

## Biographie
Wahbi Al-Hariri, né en Syrie, a également vécu en France, en Italie, au Liban, en Arabie saoudite et aux États-Unis.

### Famille
Wahbi Al-Hariri a une famille documenté qui s'étend sur plus de quatorze siècles. Certains de ses ancêtres, notamment :
- Muhammad al-Qasim ibn Ali ibn Muhammad ibn Uthman àl al-Hariri, connu sous le nom de Al-Hariri de Bassora, le poète et philosophe du XIe siècle, auteur des Maqamat al-Hariri (Les Assemblées d'al-Hariri) nommée d'après lui, son nom est un des noms inscrits au mur de la Bibliothèque nationale de Paris,
- Ali àl Al-Hariri-Rifai, le théologien du XIIIe siècle,
- Mustapha àl al-Hariri-Rifai, le musicien et théologien du XVIIIe siècle, et
- Abdelrahman àl al-Hariri-Rifai le calligraphe et astronome du XIXe siècle.

Ici, l'article àl semble à l'honorifique « de » en français.

### Accademia di Belle Arti, Rome
Wahbi Al-Hariri a commencé le dessin et la sculpture comme un enfant. Conscient de son talent, son père a contribué à son développement artistique exceptionnelle et l'a encouragé en 1932 pour être l'un des premiers contemporaine du Moyen-Easterner de Voyage en Italie pour étudier l'art officiellement. En 1937, il est diplômé de la Accademia di Belle Arti et l'Institut Dante-Alighieri à Rome.

### La Syrie et le mandat français
À son retour à la Syrie, son travail artistique a évolué pour inclure sculptures, peintures à l'huile et photographie. Il a également été activement engagés dans archéologie et a joué un rôle dans le début des efforts visant à préserver les vestiges historiques de la ville de Palmyre. Son studio est situé au cœur de la vieille ville d'Alep, Médine, où il a occupé plusieurs grandes chambres au deuxième étage d'une ancienne maison près de la Citadelle, al-qual'ah. Pendant ce temps, son atelier est devenu un art social et centre de ralliement, un très recherché salon de rencontres et un chaudron de l'opposition à la présence coloniale de la France au Moyen-Orient. Wahbi Al-Hariri a été largement connu pour son parler franc et l'attitude de défi à l'occupation française : il subit des représailles des forces coloniales françaises qui brûlèrent son studio juste avant une exposition d'art. En conséquence, la plupart de ses œuvres de cette période a été détruite, et seulement une petite collection de ses premières grandes peintures à l'huile, des portraits, des sculptures survécu.
Pendant ce temps, Wahbi en Syrie Al-Hariri a enseigné à AlepéliteTajhiz collège où il mentor et inspiré toute une génération d'artistes syriens, y compris Fateh Moudarres, Louay Kayyali, Taleb Yazgi, et Mohammed Fathi Kabawah.

### École nationale supérieure des beaux-arts
En 1948, deux ans après l'indépendance de la Syrie à partir de France (Syrie mandataire), son talent lui a valu une bourse d'études à l'université Yale, mais son lecteur artistique l'a emmené à Paris au lieu d'étudier l'art et de architecture à la renommée mondiale, École nationale supérieure des beaux-arts (ENSBA) et de la préservation historique de la Louvre. En 1954, Wahbi Al-Hariri a reçu son DPLG avec les honneurs et a reçu la très convoitée médaille de bronze des beaux-arts. Après son retour de France en Syrie, il se plongea dans son travail artistique, a beaucoup écrit, enseigné, et a remporté plusieurs concours d'architecture. Toutefois, ses espoirs est devenu frustré par le sentiment croissant de malaise et l'instabilité politique qui a été le pays bascule. En 1965, un coup d'État militaire a causé l'annulation d'une grande exposition de son travail et l'arrestation de certains de ses proches.

## Arabie saoudite
Après l'invitation d'un ami à visiter l'Arabie saoudite, Wahbi Al-Hariri a grandi en amour avec la péninsule Arabique 'est encore vierge de vue et a été inspirée par les multiples facettes de son patrimoine peu connu. En conséquence, en 1965, il a décidé de déménager dans le Royaume.
En 1981, après une période intense de recherche, de Voyage, et sur place, le travail dans le Royaume de certaines régions les plus reculées, il a complété une importante collection de dessins illustrant les grandes graphite Arabie important patrimoine architectural.
Ensuite, une grande édition en fac-similé de cette collection, intitulée L'Architecture traditionnelle dans le Royaume d'Arabie saoudite, a été publié à Florence, en Italie, avec l'aide de son fils, Mokhless Al-Hariri.
Des exemplaires de l'ouvrage peut être trouvée dans la Bibliothèque royale de la reine Élisabeth II au palais de Buckingham, la bibliothèque de l'empereur Akihito du Japon, à la Bibliothèque du Congrès à Washington, et à la Bibliothèque nationale de France à Paris.
La publication de ce portfolio a introduit la reconnaissance de son travail artistique et a culminé avec un one-man show en 1984 lors de l'exposition de la collection à la Smithsonian Institution. Avec elle, il est devenu le premier artiste vivant à l'honneur avec un one-man show de son travail à la Smithsonian. L'exposition a ensuite fait une tournée dans plusieurs autres musées américains.

## De l'Espagne à la Chine

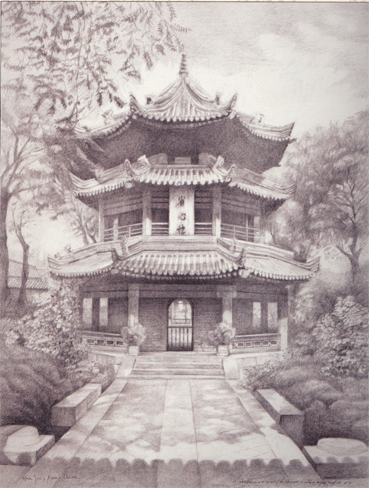
Al-Hariri, en 1992, graphite dessin de la mosquée de Xi'an, à Xi'an, en Chine

Au cours des dix dernières années de sa vie, son dynamisme et spirituelle classique talent artistique, avec la participation extraordinaire de sa femme, Widad Marachi et le sérieux des encouragements de nombreux amis, des universitaires, et des dignitaires à travers le monde d'inspiration Voyage à partir de Espagne à Chine d'identifier et de documenter le plus d'importance historique des mosquées du monde.
Malgré quatre années de bataille avec cancer, il a été en mesure de produire en un temps record, un organe de travail qui met en vedette plus d'une quarantaine de mosquées historiques. La collection connue sous le nom de The Spiritual Edifices, de l'islam a été achevé avec l'aide de son fils Mokhless Al-Hariri, et représente la dernière évolution de son distinctif style classique et contemporain.

## Mort et héritage
Wahbi Al-Hariri est mort le 16 août 1994, à Alep en Syrie, sa ville natale qu'il n'avait pas visité pendant près de vingt ans. Jusqu'à la fin, il a ouvertement maintenu une vision optimiste de son État et est restée axée sur et inspirés par une irréductible soif de « la connaissance et la recherche constante de la beauté ».
Après sa mort, un grand nombre de ses premières peintures à l'huile, aquarelles et photographies, certaines remontant à 1933, ont été retrouvés après avoir été sauvé de son premier studio de l'incendie. Plusieurs pièces ont subi d'importantes restaurations et certains sont devenus partie de l'exposition itinérante intitulée Les Édifices spirituels de l'Islam.
Janet McMahon en 1994, dans la notice nécrologique du Washington Report écrit :

« Wahbi Al-Hariri-Rifai, un éminent artiste connu comme « le dernier des classiques, » [...] est décédé à l'âge de 80 ans. Il a été le premier au Moyen-Orient officiellement à étudier l'art en Italie et le premier Arabe à accorder des Beaux-Arts de France Médaille de Distinction [...] »

## Reconnaissance
En 1991, en plus de nombreuses citations et d'autres honneurs, le gouvernement de la France a de plus reconnu par ses réalisations artistiques lui attribuant la distinction hautement considérée de chevalier de l'ordre des Arts et des Lettres.
Le consulat royal de Suède à Alep, en Syrie, est située dans une rue du nom de l'artiste.

## Les Édifices spirituels de l'Islam
L'exposition Les Édifices spirituels de l'Islam, aussi connue en arabe comme Buyut Allah("بيوت الله"), est une exposition itinérante qui a parcouru le monde en 1999 et a fait ses débuts à la Smithsonian Institution à Washington. En 2002-2003, il a également été montré à d'autres sites, tels que la Galerie nationale des Beaux-Arts à Amman (Jordanie), le musée national de Riyad (Arabie saoudite), de Beit al-Quran Museum à Manama (Bahreïn), et le musée d'art islamique à Kuala Lumpur (Malaisie) où en réponse à l'intérêt du public pour le spectacle a été prolongé de un à quatre mois.
Les Édifices spirituel de l'Islam, exposition itinérante comprend deux collections : la collection historique des mosquées et la collecte rétrospective.

### Collection historique de l'islam
Ce groupe d'œuvres d'art au cœur de l'exposition et se compose de 33 grands dessins originaux de graphite, avec de l'Espagne à la Chine, avec une grande sensibilité artistique, une des plus importantes mosquées historiques. La collection incarne la dernière évolution de l'artiste distinctif style classique et représente le couronnement de sa carrière artistique.

### Artiste rétrospective
Cette partie de l'exposition itinérante inclut une collection de 30 huile d'origine, aquarelle, graphite et des pièces qui forment une large rétrospective du travail de l'artiste. La collection couvre une période de soixante ans (années 1930-années 1990) et comprend une sélection spéciale d'œuvres Wahbi Al-Hariri, au Canada, Égypte, Espagne, France, Grèce, Italie, Liban, Arabie saoudite, la Syrie, les Émirats arabes unis, et les États-Unis.